# Полиция будущего (анимационный фильм)
«Полиция будущего» (яп. 機動警察パトレイバー Кидо: кэйсацу паторэйба:) — японский полнометражный анимационный фильм режиссёра Мамору Осии. Был выпущен студией Studio Deen при поддержке компаний IG Tatsunoko (ныне Production I.G), Bandai Visual и Tohokushinsha. Является первым фильмом франшизы Patlabor.

## Сюжет
Действие происходит в футуристическом 1999 году. В токийском заливе в рамках проекта «Вавилон» строятся искусственные острова. Самый крупный из них — «ковчег», где создаются и ремонтируются роботы под названием лейборы. На лейборы устанавливается новая версия операционной системы, которая повышает эффективность робота на 30 %. В последнее время в городе всё чаще возникают инциденты, связанные с лейборами, которые выходят из-под контроля и начинают рушить всё на своём пути. Полицейское подразделение SV2 из-за этого вынуждено почти круглосуточно вести дежурство. Позже Капитан Гото, сержант Асума и механик Сигэ Сиба начинают подозревать, что инциденты связаны с новой ОС, недавно установленной на лейборах. Асума, полный энтузиазма, начинает собственное расследование, результаты которого показывают, что разработчик новой ОС покончил жизнь самоубийством, предварительно стерев следы своих данных, но при этом оставил подсказки в виде цитат из ветхого завета о Вавилоне и ковчеге. Также Асума узнаёт, что сбой происходит, когда устройство входит в некий резонанс, который, по его предположению, вызывает особое расположение небоскрёбов во время сильного ветра. Также, следуя своей теории, Асума узнаёт, что при скорости ветра свыше 40 м/с в резонанс войдёт также и ковчег, выведя таким образом из строя более 8000 лейборов. В этот же день становится известно, что на Токио надвигается тайфун. Руководство Токийского полицейского департамента решается на радикальный ход — уничтожить ковчег. Однако для этого надо попасть в комнату управления ковчега и активировать его самоуничтожение. Тайфун надвигается, армия лейборов просыпается, а члены команды SV2 должны во что бы то ни стало успеть активировать кнопку самоуничтожения, рискуя своими жизнями ради спасения Токио.

## Роли озвучивали
- Миина Томинага — Ноа Идзуми
- Сигэру Тиба — Сиба Сигэо
- Тосио Фурукава — Асума Синохара
- Иссэй Футамата — Микиясу Синси
- Дайсукэ Гори — Хироми Ямадзаки
- Митихиро Икэмидзу — Исао Ота
- Ё Иноуэ — Канука Клэнси
- Томомити Нисимура — Детектив Мацуи
- Рюсукэ Обаяси — Киити Гото
- Осаму Сака — Сэйтаро Сакаки
- Ёсико Сакакибара — Синобу Нагумо
- Кодзи Цудзитани — Катаока
- Синдзи Огава — Фукусима
- Масаси Сугавара — Начальник полиции
- Фумихико Татики — Оттян